# Aladyn i król złodziei
Aladyn i król złodziei (ang. Aladdin and the King of Thieves) – amerykański film animowany z 1996 roku, skierowany od razu do dystrybucji video. Trzecia i ostatnia część filmu Aladyn.
Film został wydany na kasetach wideo w Polsce 16 stycznia 1997 roku przez Imperial Entertainment. Film wydany na DVD z dystrybucją CD Projekt i Galapagos Films. Film wyemitowany w telewizji na kanałach: TVP1, Polsat, Polsat Film, Super Polsat, TV4, TV6, HBO, HBO 2, HBO 3. Na kanałach Telewizji Polsat dostępna jest wyłącznie wersja z udogodnieniem: audiodeskrypcja, której lektorem jest Jakub Urlich.

## Opis fabuły
W czasie ceremonii zaślubin Aladyna z piękną córką sułtana, Dżasminą, na pałac napada banda 40 rozbójników. Każdy, poza Królem Złodziei szuka dla siebie kolejnych bogactw. Jednak herszt bandy, Kassim poszukuje Wyroczni, która powie mu, gdzie znaleźć „Rękę Midasa”. Aladyn uniemożliwia mu to. Sam pyta Wyrocznię o swego, dawno, według młodzieńca zmarłego ojca, gdzie mężczyzna się znajduje. Okazuje się, że Kassim, Król Złodziei jest ojcem chłopaka. Po wielu przygodach, w tym znalezieniu upragnionej ręki Midasa, Aladyn i Dżasmina pobierają się.

## Obsada głosowa
- Scott Weinger – Aladyn (dialogi)
- Brad Kane – Alladyn (śpiew)
- John Rhys-Davies – Kassim (dialogi)
- Merwin Foard – Kassim (śpiew)
- Linda Larkin – księżniczka Dżasmina (dialogi)
- Liz Callaway – księżniczka Dżasmina (śpiew)
- Robin Williams –
  - Dżin,
  - Uliczny Handlarz (dialogi)
- Frank Welker –
  - Abu,
  - Rajah
- Gilbert Gottfried – Jago (głos)
- Jerry Orbach – Sa’luk (głos)
- Val Bettin – sułtan (głos)
- CCH Pounder – Wyrocznia
- Jim Cummings – Razoul
- Bruce Adler – Uliczny Handlarz (śpiew)

## Wersja polska
Opracowanie wersji polskiej: Start International Polska

Reżyser: Joanna Wizmur

Dialogi polskie: Elżbieta Łopatniukowa

Teksty piosenek: Filip Łobodziński

Kierownictwo muzyczne: Marek Klimczuk

W wersji polskiej udział wzięli:
- Paweł Tucholski – Aladyn
- Krzysztof Kołbasiuk – Kassim
- Olga Bończyk – księżniczka Dżasmina
- Krzysztof Tyniec – Dżin
- Ryszard Nawrocki – Jago
- Zbigniew Konopka – Sa’luk
- Stanisław Brudny – sułtan
- Joanna Wizmur – Wyrocznia
- Jan Janga-Tomaszewski – Razoul
- Marek Robaczewski – Fazal
- Jacek Bończyk – Uliczny Handlarz
- Dariusz Odija – złodziej #1
- Wojciech Paszkowski – złodziej #2
- Zbigniew Suszyński – złodziej #3
- Mieczysław Morański – złodziej #4
- Piotr Plebańczyk – złodziej #5
- Emilian Kamiński – Pumbaa
- Agnieszka Maliszewska

i inni
Wykonanie piosenek:
- „W Agrabahu dzisiaj wielki bal” – Krzysztof Tyniec, Paweł Tucholski, Olga Bończyk, Ryszard Nawrocki, Krzysztof Kołbasiuk oraz Jacek Bończyk, Wojciech Paszkowski, Piotr Plebańczyk
- „Takim jak ty…” – Olga Bończyk, Paweł Tucholski
- „Banda czeka – jesteś nasz!” – Jacek Bończyk, Dariusz Odija, Mieczysław Morański, Wojciech Paszkowski, Piotr Plebańczyk
- „Ojciec i syn” – Krzysztof Tyniec oraz Krzysztof Kołbasiuk, Paweł Tucholski
- „Tak czy nie” – Zbigniew Konopka oraz Jacek Bończyk, Wojciech Paszkowski, Piotr Plebańczyk
- „Arabska noc” – Jacek Bończyk